# Karin Hakl
Karin Hakl (* 7. November 1967 in Innsbruck) ist eine österreichische Juristin, Politikerin (ÖVP) und ehemalige Abgeordnete zum Nationalrat.

## Ausbildung und Beruf
Karin Hakl besuchte von 1974 bis 1978 die Volksschule in Innsbruck und im Anschluss das örtliche Bundesgymnasium Sillgasse, an dem sie 1986 die Matura ablegte. Hakl studierte nach der Matura Rechtswissenschaften an der Universität Innsbruck und schloss ihr Studium 1993 nach dem Verfassen einer 34-seitigen Diplomarbeit mit dem akademischen Grad Mag. iur. ab. Von 1996 bis 2000 besuchte sie den Lehrgang für Europarecht in Schloss Hofen und erwarb 2003 den Master of Laws für Europarecht.
Hakl absolvierte zwischen 1993 und 1995 ihr Rechtspraktikum am Landesgericht Innsbruck und war von 1996 bis 2000 Prokuristin und Leiterin der Rechtsabteilung der „Brenner Eisenbahn GmbH“.

## Politik
Karin Hakl war von 2002 bis Mai 2014 Stellvertretende Obfrau des Österreichischen Wirtschaftsbundes im Bezirk Innsbruck-Stadt und war von 2002 bis 2005 Entwicklungspolitische Sprecherin der Österreichischen Volkspartei. Sie war Sprecherin für Forschung, Innovation und Telekommunikation der Österreichischen Volkspartei und Mitglied der österreichischen Delegation zur Parlamentarischen Versammlung des Europarates.
Karin Hakl war von 8. Februar 2000 bis 28. Oktober 2013 Abgeordnete zum Nationalrat und hatte in der XXIII. Gesetzgebungsperiode ein Mandat im Landeswahlkreis Tirol inne. Sie war Obfraustellvertreterin im Ausschuss für Forschung, Innovation und Technologie sowie im Verkehrsausschuss.
Im März 2012 kam Karin Hakl über ihre Wahlkampffinanzierung in die öffentliche Kritik. Ihr Wahlkampf im Jahr 2008, der zu ihrem Einzug als ÖVP-Telekomsprecherin in den Nationalrat geführt hat, soll mit 20.000 Euro von der Telekom Austria finanziert worden sein. Im Zusammenhang mit dem Vorwurf der Finanzierung ihres Wahlkampfes durch die Telekom Austria stellte Hakl am 27. März 2012 ihre Funktion als Telekomsprecherin der ÖVP ruhend. Die Ermittlungen selbst wurden jedoch 2014 eingestellt, in einem weiteren Ermittlungsverfahren in der Causa Telekom, beruhend auf einer Anklageschrift vom 24. Mai 2017 wurde diese Angelegenheit jedoch wieder aufgenommen und letztendlich ergebnislos eingestellt.

## Auszeichnungen
- 2009: Großes Goldenes Ehrenzeichen für Verdienste um die Republik Österreich[5]

## Privates
Karin Hakl ist die Tochter einer Volkswirtin und Malerin und des ehemaligen Generaldirektors der Raiffeisen Landesbank Fritz Hakl. Sie hat eine jüngere Schwester und einen jüngeren Bruder.